# Уильямс, Винус
Ви́нус Э́бони Старр Уи́льямс (англ. Venus Ebony Starr Williams; 17 июня 1980, Линвуд, Калифорния, США) — американская теннисистка, пятикратная победительница Уимблдонского турнира и двукратная победительница Открытого чемпионата США в одиночном разряде; четырёхкратная олимпийская чемпионка (один раз — в одиночном разряде, три — в парном); победительница Итогового турнира WTA 2008 года; бывшая первая ракетка мира в одиночном и парном разрядах; победительница 71 турнира WTA (49 — в одиночном разряде); обладательница «карьерного» Золотого шлема в женском парном разряде (всего 14 титулов); победительница двух турниров Большого шлема в смешанном парном разряде; серебряный призёр Олимпийских игр 2016 года в смешанном парном разряде. Винус Уильямс считается одной из величайших теннисисток всех времен. Старшая сестра Серены Уильямс.

## Общая информация
Винус Уильямс — старшая общая дочь Ричарда Уильямса и Орасин Прайс. У Орасин были три дочери от первого брака — Етунда (погибла в 2003 году), Иша (адвокат и певица) и Линдрея (актриса, певица, стилист). Дети от первой жены Бетти были и у Ричарда, но они, в отличие от дочерей Орасин, в его второй семье не жили. Её младшая сестра Серена также является известной теннисисткой и многолетним лидером женской классификации.
Винус вместе с мамой и сестрой Сереной является последователем религиозной организации Свидетели Иеговы.
В 2011 году у Винус было диагностировано аутоиммунное заболевание Синдром Шегрена. Чтобы уменьшить действие воспалительного процесса она села на диету и стала веганом.
Кумирами в мире тенниса в детстве для Уильямс были Борис Беккер, Пит Сампрас и Моника Селеш.
Среди увлечений выделяет: пение в караоке, искусство, танцы, азиатский антиквариат, шитьё, написание стихов, игру на гитаре.
9 июня 2017 года, будучи за рулём своего внедорожника, Уильямс попала в автокатастрофу в Палм-Бич-Гарденс (Флорида), что привело к одной смерти (78-летний мужчина) и одной травме в другой машине. Семья погибшего подала иск против Уильямс. Позднее было решено, что Уильямс была невиновна в аварии.

## Спортивная карьера

### Начало карьеры (финал в США)
Профессиональную карьеру Винус начала 31 октября 1994 года в возрасте 14-ти лет. Произошло это на турнире WTA в Окленде, где она прошла во второй раунд. В марте 1997 года, начав с квалификации, она смогла выйти в четвертьфинал престижного турнира в Индиан-Уэлсе. Дебют на турнирах серии Большого шлема приходится на май того же года, когда Уильямс выступила на Открытом чемпионате Франции и вышла во второй раунд. На первом в карьере Уимблдонском турнире она проиграла в первом же раунде, но уже на следующем Большом шлеме Открытом чемпионате США она добилась выдающегося результата. 17-летняя на тот момент американка смогла выйти в финал и обратить на себя внимание любителей спорта со всего мира. В решающем матче она всё-таки уступила лидеру мирового тенниса на тот момент Мартине Хингис (0-6, 4-6). По итогам турнира она впервые пробилась в топ-50 мирового рейтинга и на долгое время вошла в элиту мирового тенниса. Осенью 1997 года ещё на двух турнирах она пробивается в четвертьфинал (в Цюрихе и Москве) и завершает сезон уже на 22-м месте в мировой классификации.
В начале 1998 года Винус выходит в финал турнира в Сиднее, где проигрывает испанке Аранче Санчес-Викарио. На дебютном Открытом чемпионате Австралии американка смогла выйти в четвертьфинал. Также на том турнире Винус Уильямс смогла выиграть титул в смешанном парном разряде совместно с Джастином Гимельстобом. После Австралийского чемпионата Винус смогла выиграть свой дебютный титул сразу в одиночном и парном разряде. Произошло это на турнире в Оклахома-сити, где в парных соревнованиях она побеждает в дуэте с сестрой Сереной. В марте на турнире в Индиан-Уэлсе она достигает полуфинала, где уступает Мартине Хингис. На следующем турнире 1-й категории в Майами Винус уже смогла победить всех своих соперниц, включая и Мартину Хингис, которую она обыграла в полуфинале. В решающем матче американка обыграла представительницу России Анну Курникову со счётом 2-6, 6-4, 6-1. На грунте Винус вышла в финал турнира в Риме, проиграв там Мартине Хингис. На Открытом чемпионате Франции она вновь проигрывает Мартине, но уже на стадии 1/4 финала, а в смешанном парном разряде берёт титул, как и в Австралии, совместно с Джастином Гимельстобом.
На Уимблдонском турнире Уильямс вышла в четвертьфинал, где проиграла победительнице того розыгрыша Яне Новотне. В начале августа она сыграла финал турнира в Станфорде, где проигрывает соотечественнице Линдсей Дэвенпорт. На кортах Открытого чемпионата США американки встретились вновь в полуфинале. Как и в Станфорде победу праздновала Дэвенпорт. В начале октября Винус выиграла турнир под названием Кубок Большого шлема. В финале она выиграла у Патти Шнидер. На турнире в Цюрихе свой финал она уступила Линдсей Дэвенпорт, а в парном розыгрыше выиграла трофей вместе с сестрой Сереной. На турнире в Москве она проходит в полуфинал, где проигрывает Мари Пьерс. Сезон Уильямс завершила на пятой строчке женской классификации.

### 1999—2000 (победы на Уимблдоне и в США и золото Олимпиады)
Сезон 1999 года Винус начала с четвертьфинала в Сиднее. На Австралийском чемпионате она в 1/4 финала проиграла Линдсей Дэвенпорт. В феврале на турнире в Ганновере американка в финале уступает Яне Новатне, а в паре берёт титул в дуэте с Сереной. Через неделю она защищает титул на соревнованиях, проводившихся в Оклахома-сити, обыграв в финале Аманду Кётцер. Также успешно для Винус завершается попытка защитить титул на престижном турнире в Майами. Это был первый финал в котором она разыгрывала титул со своей сестрой Сереной и по итогу обыграла её со счётом 6-1, 4-6, 6-4. Следующие победы она одерживает в мае на грунтовых турнирах в Гамбурге и Риме. В обоих случаях в финале Уильямс обыгрывает француженку Мари Пьерс. На Открытом чемпионате Франции, несмотря на поражение в четвёртом раунде, она смогла завоевать свой приз Большого шлема, выиграв его в парных соревнованиях совместно с Сереной.
На Уимблдонском турнире 1999 года Уильямс дошла до четвертьфинала, где её обыграла Штеффи Граф. В июле она дебютировала за сборную США в розыгрыше Кубка Федерации. В августе она дважды проигрывает в финалах турниров в Станфорде и Сан-Диего (в первом Дэвенпорт, а во втором Хингис) и один раз в Нью-Хейвене выигрывает, переиграв в финале Линдсей Дэвенпорт. На Открытом чемпионате США Винус выходит в полуфинал, где не смогла пройти Мартину Хингис. В парных же соревнованиях сестры Уильямс выиграли второй в сезоне Большой шлем. В сентябре Винус помогла обыграть американкам сборную России и таким образом победить в кубке Федерации. В октябре она проиграла финал Кубка Большого шлема сестре Серене. На турнире в Цюрихе в решающем матче она обыгрывает местного кумира Мартину Хингис 6-3, 6-4. Завершает сезон Уильямс полуфиналами в Филадельфии и на Итоговом турнире WTA. По итогам 1999 года она становится третьей в мировом рейтинге.
Сезон 2000 года начинается для Винус проблемно. Вплоть до мая она не выходила на корт, борясь с травмой, вызванной тендинитом на обоих запястьях. Первым турниром по возвращении стал Гамбург, где Уильямс проиграла в третьем раунде. На Открытом чемпионате Франции американка уже прошла в четвертьфинал, проиграв там Аранче Санчес-Викарио. На следующем турнире из серии Большого шлема её ждал успех. Винус на Уимблдонском турнире смогла победить и взять свой первый индивидуальный приз Большого шлема, а в парном розыгрыше Винус и Серена не позволили усомниться в своей победе, таким образом, принеся Винус победный дубль на Уимблдоне.
| Стадия  | Соперница (посев)     | Рейтинг | Счёт        |
| 1 раунд | Квета Грдличкова      | 41      | 6-3 6-1     |
| 2 раунд | Ай Сугияма            | 20      | 6-1 6-4     |
| 3 раунд | Натали Деши           | 24      | 6-0 7-6(4)  |
| 4 раунд | Сабин Аппельманс      | 27      | 6-4 6-4     |
| 1/4     | Мартина Хингис (1)    | 1       | 6-3 4-6 6-4 |
| 1/2     | Серена Уильямс (8)    | 8       | 6-2 7-6(3)  |
| Финал   | Линдсей Дэвенпорт (2) | 2       | 6-3 7-6(3)  |

Набрав после травмы отличную форму, Винус в августе выиграла три турнира: в Станфорде, Сан-Диего и Нью-Хейвене. Также победно для неё завершается выступление на Открытом чемпионате США, где, как и на Уимблдоне, она обыграла по ходу турнира первую и вторую ракетки мира.
| Стадия  | Соперница (посев)     | Рейтинг | Счёт        |
| 1 раунд | Анн-Гаэль Сидо        | 31      | 6-3 6-4     |
| 2 раунд | Квета Грдличкова      | 40      | 6-1 6-1     |
| 3 раунд | Меган Шонесси         | 48      | 7-6(3) 6-1  |
| 4 раунд | Маги Серна            | 33      | 6-2 6-2     |
| 1/4     | Натали Тозья (8)      | 8       | 6-4 1-6 6-1 |
| 1/2     | Мартина Хингис (1)    | 1       | 4-6 6-3 7-5 |
| Финал   | Линдсей Дэвенпорт (2) | 2       | 6-4 7-5     |

В сентябре американская теннисистка продолжила победную серию, выиграв Олимпийские игры в Сиднее. Она смогла стать сразу двукратной Олимпийской чемпионкой, победив в личном и с сестрой Сереной в парном первенстве. Её фантастическая победная серия на одиночных турнирах на момент окончания Олимпиады уже насчитывала 6 титулов и 32 выигранных матча подряд.

#### История выступления Винус на Олимпийском турнире 2000 года
| Стадия  | Соперница (посев)         | Рейтинг | Счёт        |
| 1 раунд | Генриета Надьова          | 74      | 6-2 6-2     |
| 2 раунд | Тамарин Танасугарн        | 41      | 6-2 6-3     |
| 3 раунд | Яна Кандарр               | 76      | 6-2 6-2     |
| 1/4     | Аранча Санчес-Викарио (5) | 9       | 3-6 6-2 6-4 |
| 1/2     | Моника Селеш (3)          | 5       | 6-1 4-6 6-3 |
| Финал   | Елена Дементьева (10)     | 17      | 6-2 6-4     |

| Стадия  | Соперницы (посев)                     | Рейтинг  | Счёт        |
| 1 раунд | Соня Джейясилан Ванесса Уэбб          | 66 / 101 | 6-3 6-1     |
| 2 раунд | Елена Лиховцева Анастасия Мыскина (6) | 17 / 138 | 4-6 6-2 6-3 |
| 1/4     | Жюли Алар-Декюжи Амели Моресмо (1)    | 1 / 86   | 6-3 6-2     |
| 1/2     | Доминик ван Рост Элс Калленс (5)      | 25 / 26  | 6-4 6-1     |
| Финал   | Кристи Богерт Мириам Ореманс          | 47 / 37  | 6-1 6-1     |

Винус смогла в октябре увеличить свою серию до 35-ти выигранных встреч подряд. Её победное шествие смогла остановить Линдсей Дэвенпорт в финале турнира в Линце. Концовку сезона Уильямс пропускает из-за анемии и второй год подряд финиширует на 3-м месте в рейтинге.

### 2001—2003 (защита титулов на Уимблдоне и в США и № 1 в мире)
На Открытом чемпионате Австралии 2001 года Винус вышла в полуфинал, где уступила Мартине Хингис, а в парном разряде с Сереной выиграла титул, собрав таким образом с сестрой «карьерный Большой шлем» в парном разряде. В феврале на турнире в Ницце она выбывает в полуфинале. Также до полуфинала она проходит на супер-турнире в Индиан-Уэлсе, где проигрывает Серене. На турнире в Майами она смогла стать чемпионкой, выиграв его в третий раз в карьере. В финале Винус обыграла Дженнифер Каприати 4-6 6-1 7-6(4). Вернувшись на корт через месяц, она выигрывает грунтовый турнир в Гамбурге. На Открытом чемпионате Франции Уильямс неожиданно оступилась уже в первом раунде, проиграв Барбаре Шетт. «Сэкономив» таким образом время на подготовку к Уимблдонскому турниру, американка смогла защитить свой прошлогодний титул на главном травяном турнире.
| Стадия  | Соперница (посев)     | Рейтинг | Счёт           |
| 1 раунд | Синобу Асагоэ         | 62      | 6-2 6-3        |
| 2 раунд | Даниэла Гантухова     | 58      | 6-3 6-2        |
| 3 раунд | Елена Лиховцева (29)  | 29      | 6-2 6-2        |
| 4 раунд | Надежда Петрова       | 42      | 6-2 6-0        |
| 1/4     | Натали Тозья (9)      | 10      | 7-5 6-1        |
| 1/2     | Линдсей Дэвенпорт (3) | 3       | 6-2 6-7(1) 6-1 |
| Финал   | Жюстин Энен (8)       | 9       | 6-1 3-6 6-0    |

На турнире в Станфорде Уильямс проиграла в четвертьфинале. Затем она выигрывает два титула подряд на турнирах в Сан-Диего и Нью-Хейвене и доводит количество выигранных за карьеру трофеев WTA до 20-ти. В конце августа американка приступила к защите второго своего приза серии Большого шлема. Уверенно пройдя по сетке до финала, Винус разыграла чемпионский титул со своей сестрой Сереной. Это была их первая очная встреча в финале Большого шлема. В итоге Винус смогла выиграть свой четвёртый за карьеру турнир данной серии. После этой красочной победы она берёт паузу и до конца сезона больше не выступает.
| Стадия  | Соперница (посев)      | Рейтинг | Счёт    |
| 1 раунд | Ленка Длгопольцова (Q) | 190     | 6-2 6-3 |
| 2 раунд | Мейлен Ту              | 46      | 6-2 6-2 |
| 3 раунд | Лиза Реймонд (30)      | 31      | 6-3 6-4 |
| 4 раунд | Сандрин Тестю (18)     | 18      | 6-4 6-0 |
| 1/4     | Ким Клейстерс (5)      | 5       | 6-3 6-1 |
| 1/2     | Дженнифер Каприати (2) | 2       | 6-4 6-2 |
| Финал   | Серена Уильямс (10)    | 10      | 6-2 6-4 |

Сезон 2002 года Уильямс начала с победы на турнире в Голд-Косте. На Открытом чемпионате Австралии она в 1/4 финала проиграла соотечественнице Монике Селеш. В феврале Винус выиграла два зальных турнира подряд. Сначала в Париже, а затем в Антверпене. На турнире в Дубае она вышла в полуфинал. Эти результаты позволяют Винус Уильямс скопить нужное количество рейтинговых очков и наконец-то воздвигнуть её на вершину мирового рейтинга. Она стала 11-й теннисисткой по счёту, удостоенной звания первой ракетки мира. В марте на турнире в Майами она выходит в полуфинал. В апреле, перейдя на грунт, Винус выигрывает в Амелия-Айленде, где в финале победила Жюстин Энен и выходит в финал в Гамбурге, где проиграла другой бельгийской теннисистке Ким Клейстерс. На главном в сезоне грунтовом турнире на кортах Ролан Гаррос титул разыгрывают в финале сестры Уильямс и на этот раз его выигрывает Серена. Также был разыгран титул и на Уимблдонском турнире и вновь Винус уступает младшей сестре. Помимо очного финала Винус и Серена выиграли совместный парный титул Уимблдона. В прессе всё чаще можно слышать о доминировании сестёр Уильямс в мировом женском теннисе. Всю первую половину сезона 2002 года на вершине мирового рейтинга друг друга меняли Винус Уильямс и Дженнифер Каприати, но после Уимблдона и до конца сезона лидерство захватила Серена.
Серией из трёх титулов подряд Винус завершает подготовку к Открытому чемпионату США. В её активе победы на турнирах в Станфорде, Сан-Диего и Нью-Хейвене. На чемпионате США третий раз подряд победу на Большом шлеме разыгрывают в финале сестры Уильямс. Винус не смогла выиграть и на этот раз, уступив младшей сестре третий финал в сезоне. На Итоговом турнире WTA в полуфинале она снялась с турнира из-за травмы. 2002 год Винус завершает на 2-м строчке в мировом рейтинге, вслед за своей младшей сестрой.
Австралийский чемпионат 2003 года также ознаменовался полным преимуществом сестёр Уильямс. Они разыграли в финале главный титул, который вновь выиграла Серена, а также выиграли парные соревнования. В феврале Винус победила на турнире в Антверпене, выиграв в титульном матче у Ким Клейстерс (6-2, 6-4). В мае она сыграла финал в Варшаве, но проиграла его француженке Амели Моресмо. На Открытом чемпионате Франции Винус неожиданно уступает в четвёртом раунде россиянке Вере Звонарёвой 6-2, 2-6, 4-6, прервав тем самым серию выходов в финалы турниров серии Большого шлема, насчитывающую 4 финала подряд. Но уже через месяц на Уимблдонском турнире она вновь оказалась в финале, где опять проиграла своей сестре Серене 6-4, 4-6, 2-6. После Уимблдона Винус не может принять участие в туре до конца сезона из-за травмы. Этот большой перерыв способствовал тому, что американка вылетела из топ-10, заняв по итогам сезона 11-ю строчку.

### 2004—2006 (третий титул на Уимблдоне)
После полугодового перерыва Винус возвращается на корт в январе 2004 года на Открытом чемпионате Австралии. В итоге прошлогодняя финалистка выбывает в третьем раунде, уступив Лизе Реймонд. На турнирах в Токио, Дубае и Майами её результатом становится выход в четвертьфинал. В апреле на грунтовом турнире в Чарлстоне Винус смогла выиграть главный приз, обыграв в финале Кончиту Мартинес. В мае она взяла ещё один трофей на турнире в Варшаве, разыграв его со Светланой Кузнецовой. На турнире в Берлине Уильямс вновь проходит в финал, но отказывается от участия в нём из-за травмы и титул таким образом достался Амели Моресмо. На Открытом чемпионате Франции Винус в четвертьфинале проиграла итоговой победительнице того турнира Анастасии Мыскиной.
На Уимблдоне 2004 года она неожиданно на тай-брейках проиграла во втором раунде Каролине Шпрем 6-7(5), 6-7(6). На турнире в Станфорде Уильямс выходит в финал, где проигрывает Линдсей Дэвенпорт. Ей же Винус проиграла полуфинал турнира в Лос-Анджелесе. В августе американская спортсменка принимает участие в Олимпийских играх в Афинах. Четыре года назад она выиграла две золотые медали на Олимпиаде в Сиднее, но на этот раз повторить это достижение Винус не удалось. В парном разряде она выбывает уже в первом раунде, выступив на соревнованиях в дуэте с Чандой Рубин. В одиночном Олимпийском турнире она прошла немного дальше до третьего раунда, где проиграла Мари Пьерс 4-6, 4-6. На Открытом чемпионате США уже в четвёртом раунде Винус встретилась с Линдсей Дэвенпорт и вновь как и в других их встречах по ходу сезона проиграла. В конце сезона Уильямс приняла участие в трёх турнирах: в Москве, Цюрихе и Филадельфии, и на всех них она доходит только до 1/4 финала. Сезон она завершила в топ-10, заняв 9-е место.
Открытый чемпионат Австралии 2005 года завершился для Уильямс на стадии четвёртого раунда, где она проиграла Алисии Молик. В феврале она вышла в финал турнира в Антверпене, где проигрывает Амели Моресмо. В марте Винус вышла в полуфинал турнира в Майами, обыграв стадией ранее свою сестру Серену. Путь в финал ей закрыла Мария Шарапова. В апреле в Амелия-Айленде американка прошла в четвертьфинал, а в мае на турнире в Стамбуле выигрывает первый в сезоне титул. На Открытом чемпионате Франции она вновь выбывает на ранней стадии, проиграв в третьем раунде Сесиль Каратанчевой. Зато успешно для Винус завершился Уимблдонский турнир. На пути к финалу она не проиграла ни одного сета, но в решающем матче Уильямс ждала напряжённая борьба с Линдсей Дэвенпорт, которая завершилась лишь при счёте 9-7 в последнем сете в пользу Винус. Таким образом американка выиграла свой третий Уимблдон.
| Стадия  | Соперница (посев)      | Рейтинг | Счёт           |
| 1 раунд | Ева Бирнерова (LL)     | 111     | 6-2 6-4        |
| 2 раунд | Николь Пратт           | 121     | 7-5 6-3        |
| 3 раунд | Даниэла Гантухова (20) | 28      | 7-5 6-3        |
| 4 раунд | Джилл Крейбас          | 85      | 6-0 6-2        |
| 1/4     | Мари Пьерс (12)        | 14      | 6-0 7-6(10)    |
| 1/2     | Мария Шарапова (2)     | 2       | 7-6(2) 6-1     |
| Финал   | Линдсей Дэвенпорт (1)  | 1       | 4-6 7-6(4) 9-7 |

Вернувшись летом на хард, Уильямс сыграла финал турнира в Станфорде против Ким Клейстерс и проиграла 5-7 2-6. Уильямс и Клейстерс встретились также и в четвертьфинале Открытого чемпионата США, где победу вновь одержала бельгийская теннисистка. В сентябре Винус не вышла на свой матч 1/4 финала против Марты Домаховски и досрочно завершила сезон из-за очередных проблем со здоровьем. Несмотря на это, она смогла по итогам сезона войти в топ-10, заняв 10-ю строчку и впервые с 2001 года финишировать в рейтинге выше чем её сестра Серена.
Старт сезона 2006 года сложился неудачно. Винус проиграла в первом же раунде Открытого чемпионата Австралии болгарской теннисистке Цветане Пиронковой. После этого единичного матча она вновь не выходит на корт длительное время. Следующее выступление Винус произошло в начале мая на турнире в Варшаве, где она прошла в четвертьфинал. На турнире в Риме она вышла в полуфинал, где проиграла Мартине Хингис, а на Открытом чемпионате Франции Винус выходит в четвертьфинал, где проигрывает чешской теннисистке Николь Вайдишовой 7-6(5), 1-6, 3-6. На Уимблдоне Уильямс выходит в третий раунд, а в соревнованиях смешанных пар в финал. После Уимблдона Винус приняла участие только в одном турнире в октябре, пропустив почти полностью вторую часть сезона и опустившись из-за этого в рейтинге на 48-ю строчку.

### 2007—2009 (титулы на Уимблдоне и золото Олимпиады в Пекине)
Винус пропустила из-за травмы Открытый чемпионат Австралии 2007 года и возвращается на корт в феврале. Сразу же ей удаётся начать с победы на турнире в Мемфисе. Это титул стал первым для американки с Уимблдона 2005 года. В апреле она проходит в четвертьфинал в Амелия-Айленде и полуфинал в Чарлстоне. В мае она вышла в четвертьфинал в Варшаве. На Открытом чемпионате Франции Уильямс в третьем раунде проиграла сербской теннисистке Елене Янкович. На Уимблдонском турнире Винус была посеяна под 23-м номером, но смогла обыграть всех своих соперниц и завоевать свой четвёртый титул на травяных кортах Уимблдона.
| Стадия  | Соперница (посев)      | Рейтинг | Счёт        |
| 1 раунд | Алла Кудрявцева        | 59      | 2-6 6-3 7-5 |
| 2 раунд | Гана Шромова (Q)       | 170     | 6-2 6-2     |
| 3 раунд | Акико Моригами         | 71      | 6-2 3-6 7-5 |
| 4 раунд | Мария Шарапова (2)     | 2       | 6-1 6-3     |
| 1/4     | Светлана Кузнецова (5) | 5       | 6-3 6-4     |
| 1/2     | Ана Иванович (6)       | 6       | 6-2 6-4     |
| Финал   | Марион Бартоли (18)    | 19      | 6-4 6-1     |

В августе Уильямс сыграла на турнире в Сан-Диего и вышла там в четвертьфинал. На Открытом чемпионате США она смогла выйти в полуфинал, где проигрывает Жюстин Энен 6-7(2), 4-6. В конце сентября Винус выиграла турнир в Сеуле, обыграв в финале Марию Кириленко 6-3, 1-6, 6-4. На турнире в Токио Уильямс выходит в финал, но проигрывает в борьбе за трофей Виржини Раззано. В конце октября она выходит в 1/2 финала на турнире в Бангкоке и завершает сезон на 8-м месте женского рейтинга.
На Открытом чемпионате Австралии 2008 года Уильямс впервые с 2003 года прошла в стадию четвертьфинала. Путь дальше по турниру для неё закрыла Ана Иванович. В начале марта Винус сыграла против сестры Серены в полуфинале турнира в Бангалоре и проиграла ей. На турнире в Майами она вышла в 1/4 финала, где проиграла Светлане Кузнецовой. На грунте до Ролан Гаррос она играет лишь на одном турнире в Риме, где в четвертьфинале проигрывает Елене Янкович. На Открытом чемпионате Франции Уильямс в третьем раунде проигрывает Флавии Пеннетте. Меньше чем через месяц американская теннисистка вышла на защиту прошлогоднего титула на Уимблдонском турнире. Со своей задачей Винус справилась блестяще, обыграв всех своих соперниц в двух сетах. В финале ей противостояла сестра Серена и Винус во второй раз в карьере обыгрывает её в финале Большого шлема. Сёстры Уильямс также отпраздновали победу и в парном розыгрыше Уимблдонского турнира, победив здесь совместно впервые с 2002 года.
| Стадия  | Соперница (посев)              | Рейтинг | Счёт       |
| 1 раунд | Наоми Кавадей (WC)             | 197     | 7-6(5) 6-1 |
| 2 раунд | Энн Кеотавонг                  | 92      | 7-5 6-2    |
| 3 раунд | Мария Хосе Мартинес Санчес (Q) | 101     | 6-1 7-5    |
| 4 раунд | Алиса Клейбанова               | 42      | 6-3 6-4    |
| 1/4     | Тамарин Танасугарн             | 60      | 6-4 6-3    |
| 1/2     | Елена Дементьева (5)           | 5       | 6-1 7-6(3) |
| Финал   | Серена Уильямс (6)             | 6       | 7-5 6-4    |

В августе Винус принимает участие в третьих для себя Олимпийских играх, которые состоялись в Пекине. В одиночном разряде в четвертьфинале она проиграла местной теннисистке Ли На 5-7, 5-7, а в парном турнире вместе с сестрой Сереной смогла завоевать своё третье Олимпийское золото в карьере.
| Стадия  | Соперницы (посев)                                   | Рейтинг  | Счёт        |
| 1 раунд | Ивета Бенешова Николь Вайдишова                     | 23 / 235 | 4-6 7-5 6-1 |
| 2 раунд | Аюми Морита Ай Сугияма                              | 74 / 4   | 7-5 6-2     |
| 1/4     | Елена Веснина Вера Звонарёва (7)                    | 21 / 40  | 6-4 6-0     |
| 1/2     | Алёна Бондаренко Катерина Бондаренко (6)            | 14 / 13  | 4-6 6-4 6-1 |
| Финал   | Анабель Медина Гарригес Вирхиния Руано Паскуаль (4) | 11 / 12  | 6-2 6-0     |

После Олимпиады Винус выступила на Открытом чемпионате США, где смогла выйти в четвертьфинал. Путь в полуфинал ей закрывает родная сестра Серена, обыгравшая её со счётом 7-6(6), 7-6(7). В октябре Винус вышла в полуфинал турнира в Штутгарте. На турнире в Цюрихе Уильямс празднует победу, обыграв в финале итальянку Флавию Пеннетту. Приняв в конце сезона участие в Итоговом турнире WTA, она смогла обыграть всех своих соперниц, среди которых были Динара Сафина, Серена Уильямс, Елена Дементьева (все в группе), Елена Янкович (в полуфинале) и Вера Звонарёва (в финале). Винус впервые побеждает на Итоговом турнире и завершает сезон 2008 года на 6-м месте в рейтинге.
На Открытом чемпионате Австралии 2009 года Винус уже во втором раунде проигрывает испанке Карле Суарес Наварро, а в парном разряде вместе с Сереной выиграли титул. В феврале Винус выиграла два чемпионских титула на турнирах в Дубае и Акапулько. Количество одиночных титулов, выигранных Винус за карьеру, перевалило за 40. На турнире в Майами Винус вышла в полуфинал, где проиграла сестре Серене. Такого же результата она добивается на турнире в Риме, где путь в финал для неё закрыла Динара Сафина. На Открытом чемпионате Франции она, как уже часто случалось, выбывает на ранней стадии, а именно в третьем раунде от рук венгерки Агнеш Савай. Винус остановилась в шаге от шестого титула на Уимблдонском турнире. В финале она, как и год назад, сыграла против Серены, но на этот раз младшая из сестёр Уильямс выиграла главный приз соревнований. В парном розыгрыше Уимблдона сестры Уильямс второй год подряд выигрывают титул. В августе они победили на турнире в Станфорде, где Винус в личном первенстве дошла до финала, в котором проиграла Марион Бартоли. На Открытом чемпионате США Винус в четвёртом раунде встретилась с серьёзной соперницей в лице Ким Клейстерс и по итогу проиграла ей. В парах сестры Уильямс вновь не оставили шансов своим соперницам, завоевав очередной титул Большого шлема. В концовке сезона Винус и Серена разыграли между собой чемпионство Финала тура WTA и его завоевала Серена. По итогам 2009 года Винус, как и в прошлом сезоне, финишировала на 6-й строчки мирового рейтинга. Прогресса она добивается в парном рейтинге, заняв впервые по итогам года 3-е место.

### 2010—2012 (болезнь и рекорд на Олимпиаде)
На Открытом чемпионате Австралии 2010 года Винус выходит в 1/4 финала, где проигрывает китаянке Ли На. В парных соревнованиях совместно с сестрой она вновь берёт титул. В феврале американская спортсменка выигрывает два титула. Сначала она победила на турнире в Дубае, обыграв в финале Викторию Азаренко 6-3 7-5, а затем в Акапулько переигрывает в решающем матче Полону Херцог 2-6, 6-2, 6-3. На турнире в Майами Винус выступает удачно вплоть до финала, куда она прошла. В решающем матче она проиграла Ким Клейстерс. В мае она выходит в четвертьфинал в Риме. Затем Винус выходит в финал турнира в Мадриде, где проиграла француженке Араван Резаи. Там же в парном разряде сестры Уильямс побеждают всех свои соперниц. Также Винус и Серена смогли обыграть всех на Открытом чемпионате Франции, взяв очередной парный приз. Это позволило Винус впервые в карьере стать первой ракеткой мира в парном разряде. В одиночных соревнованиях на кортах Ролан Гаррос Уильямс проиграла в четвёртом раунде Надежде Петровой.
На Уимблдонском турнире Винус выходит в 1/4 финала, где неожиданно проиграла Цветане Пиронковой. Из-за травмы левого колена следующий раз она выходит на корт уже на Открытом чемпионате США, где смогла выйти в полуфинал. В борьбе за путёвку в финал Винус уступила Ким Клейстерс. После США Винус занялась лечением травмированного колена и пропустила остаток сезона. Несмотря на это, она завершает сезон на 5-м месте.
Выступление на Открытом чемпионате Австралии 2011 года завершились для Винус на стадии третьего раунда, где она в самом начале матча против Андреи Петкович отказывается от продолжения борьбы из-за травмы бедра. Следующий раз она выходит на корт в июне на травяном турнире в Истборне и обыграв Петкович и Иванович проходит в 1/4 финала. На Уимблдонском турнире Уильямс в четвёртом раунде проигрывает Цветане Пиронковой, которая и в прошлом году обыграла Винус на Уимблдоне. Весь сезон Винус пытается побороть череду травм и болезней. На Открытом чемпионате США она снимается во втором раунде и у неё диагностируют аутоиммунное заболевание Синдром Шегрена.
Лечение болезни не позволяет Винус выступать некоторый период времени, в том числе она пропускает и Открытый чемпионат Австралии 2012 года. На корт она первый раз вышла в феврале в парном матче розыгрыша Кубка Федерации против сборной Беларуси. В тур она возвращается в марте на турнире в Майами, где смогла пройти в четвертьфинал. В апреле также в 1/4 финала она проходит на грунтовом турнире в Чарлстоне. В Риме в четвертьфинале Винус проиграла Марии Шараповой. На Открытом чемпионате Франции уже во втором раунде она встретилась с Агнешкой Радваньской, проиграв ей 2-6, 3-6. На Уимблдонском турнире Винус впервые с 1997 года проигрывает уже в первом раунде. её обидчицей стала россиянка Елена Веснина. Зато в парных соревнованиях она вместе с сестрой побеждает, взяв уже пятый парный титул на Уимблдоне.
Меньше чем через месяц на этих же кортах был сыгран Олимпийский турнир игр в Лондоне. Сёстры Уильямс смогли успешно выступить и на этой Олимпиаде, выиграв третью совместную золотую медаль. Серена выиграла и в одиночном разряде, догнав таким образом старшую сестру по количеству высших медалей. Теперь в активе Винус и Серены были по четыре золотые медали, что стало рекордом в теннисе, как у женщин, так и у мужчин. В одиночном Олимпийском турнире Винус выиграла у Сары Эррани и Александры Возняк, но в третьем раунде она проиграла Анжелике Кербер.
| Стадия  | Соперницы (посев)                     | Рейтинг   | Счёт    |
| 1 раунд | Сорана Кырстя Симона Халеп            | 117 / 159 | 6-3 6-2 |
| 2 раунд | Анжелика Кербер Сабина Лисицки (5)    | 210 / 132 | 6-2 7-5 |
| 1/4     | Роберта Винчи Сара Эррани (2)         | 4 / 3     | 6-1 6-1 |
| 1/2     | Мария Кириленко Надежда Петрова (3)   | 6 / 9     | 7-5 6-4 |
| Финал   | Андреа Главачкова Луция Градецкая (4) | 12 / 8    | 6-4 6-4 |

В августе 2012 года Уильямс прошла в полуфинал турнира в Цинциннати. на Открытом чемпионате США во втором раунде она уступает Анжелике Кербер. После США до конца сезона Винус приняла участие только в одном турнире в Люксембурге и смогла выиграть на нём главный трофей, обыграв в финале румынскую теннисистку Монику Никулеску.

### 2013—2016 (возвращение в топ-10)
Открытый чемпионат Австралии завершается для Уильямс в третьем раунде, где она проигрывает Марии Шараповой. В конце февраля она смогла выйти в полуфинал турнира во Флорианополисе. В апреле в Чарлстоне она также вышла в 1/2 финала, где проиграла своей сестре. На Открытом чемпионате Франции она проиграла в первом раунде Уршуле Радваньской. Уимблдонский турнир Винус пропустила, а на Открытом чемпионате США выбыла во втором раунде. В парных соревнованиях вместе с Сереной она дошла до полуфинала. В сентябре Уильямс смогла выйти в полуфинал турнира в Токио. На том турнире она смогла обыграть Мону Бартел, Викторию Азаренко, Симону Халеп и Эжени Бушар. В борьбе за выход в финал американка уступила Петре Квитовой.
В январе 2014 года Винус вышла в финал турнира в Окленде, где проиграла Ане Иванович. На Открытом чемпионате Австралии она в первом же раунде уступает Екатерине Макаровой. В феврале Уильямс побеждает на турнире в Дубае. В финале она переиграла француженку Ализе Корне. Это титул стал 45-м в карьере на одиночных турнирах WTA. На Открытом чемпионате Франции Уильямс проиграла во втором раунде Анне Каролине Шмидловой. На Уимблдонском турнире она прошла в третий раунд, где её обыгрывает Петра Квитова. В августе на турнире в Станфорде Винус вышла в четвертьфинал, а на турнире в Монреале смогла выйти в финал. На своём пути к нему Винус обыгрывает в том числе Анжелику Кербер, Карлу Суарес Наварро и свою сестру Серену. В решающем матче Винус проиграла Агнешки Радваньской 4-6, 2-6. На Открытом чемпионате США она смогла дойти только до третьего раунда, где Сара Эррани из Италии наносит ей поражение. На турнире в Квебеке Уильямс вышла в финал, где проиграла Мирьяне Лучич-Барони.
В начале сезона 2015 года Уильямс выигрывает титул на турнире в Окленде, выиграв в финале у Каролины Возняцки 3-6, 6-4, 4-6. На Открытом чемпионате Австралии Винус впервые с 2010 года вышла в четвертьфинал Большого шлема в одиночных соревнованиях. Для этого в четвёртом раунде ей пришлось обыграть шестую сеяную Агнешку Радваньскую 6-3 2-6 6-1. В борьбе за выход в 1/2 финала Уильямс проиграла более молодой соотечественнице Мэдисон Киз 3-6, 6-4, 4-6. В феврале на турнире в Дохе она вновь переиграла Радваньскую, но в полуфинале проиграла Виктории Азаренко. На турнире в Майами Винус смогла выйти в 1/4 финала. На Открытом чемпионате Франции она проигрывает в первом раунде Слоан Стивенс. На Уимблдонском турнире проходит уже в четвёртый раунд, где её соперницей становится лидер мирового тенниса Серена и Винус уступает своей младшей сестре 4-6, 3-6. Вновь сестры встретились в четвертьфинале Открытого чемпионата США и снова победу одержала Серена.
В сентябре 2015 года Винус удаётся выиграть на турнире серии Премьер в Ухане. По ходу турнира ей удалось выиграть четырёх сеяных теннисисток: Агнешку Радваньскую, Карлу Суарес Наварро, Роберту Винчи и в финале на отказе во втором сете Гарбинью Мугурусу. В октябре она проходит в полуфинал турнира в Гонконге. В конце сезона Уильямс приняла участие в турнире под названием Трофей элиты WTA для тех лидеров мирового тенниса, кто по рейтингу не отобрался на основной Итоговый турнир. На групповом этапе того турнира Винус обыграла Мэдисон Киз и Чжэн Сайсай и таким образом уверенно прошла в полуфинал. На этой стадии она обыграла итальянку Роберту Винчи 6-2 6-2. Выиграв после этого в финале Каролину Плишкову со счётом 7-5, 7-6(6), американская теннисистка становится чемпионкой турнира. Это выступление позволяет Винус Уильямс после четырёхлетнего перерыва вернутся в топ-10 мирового рейтинга. Женская ассоциация отметила успехи американки по ходу сезона и вручило ей награду под названием «Возвращение года»
Начало 2016 года складывается для Уильямс неудачно. На Открытом чемпионате Австралии она выбыла на старте, проиграв Йоханне Конте. В феврале она завоевала трофей на турнире в Гаосюне, переиграв в финале японку Мисаки Дои. На Открытом чемпионате Франции Винус прошла в четвёртый раунд, где её обыгрывает Тимея Бачински. На Уимблдонском турнире в этом сезоне Винус смогла почувствовать вкус былых результатов. Благоприятная сетка и удачная игра позволили Винус выйти в полуфинал Большого шлема впервые с Открытого чемпионат США 2010 года. В финал, в котором бы Винус ждала очередная встреча со своей сестрой Сереной, её не пускает Анжелика Кербер. В парном разряде сестры Уильямс смогли в шестой раз выиграть Уимблдон. В июле она сыграла финал турнира в Станфорде, но проиграла его Йоханне Конте.
В августе Винус Уильямс сыграла на своей пятой Олимпиаде в карьере. В розыгрыше Олимпийского турнира в Рио-де-Жанейро она выступила во всех трёх разрядах. В одиночном турнире на старте Винус проигрывает Кирстен Флипкенс. В парном разряде вместе с сестрой Сереной Винус выглядела фавориткой и их дуэт был посеян под первым номером. Неожиданно представительницы США оступились в первом раунде, уступив чешскому дуэту Барбора Стрыцова и Луция Шафаржова. Но без медали из Рио четырёхкратная Олимпийская чемпионка не уехала. В смешанном парном разряде, где она выступила в команде с Радживом Рамом, Винус смогла дойти до финала и соответственно стала серебряным призёром, проиграв другой американской паре Беттани-Маттек Сэндс и Джек Сок. На Открытом чемпионате США Уильямс прошла в четвёртый раунд, где проиграла финалистке того розыгрыша Каролине Плишковой.
13 сентября хакерская группа Fancy Bear опубликовала данные, полученные в результате взлома системы ADAMS, в которой фиксируются все результаты допинг-тестов. Согласно этим данным, известные американские спортсмены, в том числе Винус Уильямс, принимали препараты, входящие в список запрещённых, с разрешения ITF и Всемирного антидопингового агентства (WADA) в рамках терапевтических исключений (TUЕ), когда приём лекарств вызван медицинской необходимостью.
Винус Уильямс, согласно этим данным, употребляла препараты: стероидные гормоны преднизолон (преднизон) и триамцинолон и селективный агонист β-адренорецепторов формотерол. Винус Уильямс выразила сожаление о том, что информация стала публичной, и прокомментировала приём препаратов, внесённых в список запрещённых, тем, что ей это необходимо для лечения. Международные спортивные федерации разрешают употребление препаратов, внесённых в список запрещённых, при медицинской необходимости.

### 2017—2019 (два финала Большого шлема и топ-5)
Винус в 2017 году во второй раз в карьере добралась до финала Открытого чемпионата Австралии. Сетка для неё оказалось удачной и на пути к главному матчу она не сыграла ни с кем из топ-20. За титул она сыграла против Серены и этот финал стал девятым и последнем между сестрами на Больших шлемах. В седьмой раз из девяти победу в финале Большого шлема одержала Серена (6:4, 6:4). В марте в Индиан-Уэлсе Винус смогла выйти в 1/4 финала, а в Майами до полуфинала, обыграв среди прочих № 7 в мире Светлану Кузнецову и первую ракетку мира Анжелику Кербер (7:5, 6:3). После этой серии она на неделю вернулась в топ-10. В грунтовой части сезона Уильямс смогла выйти в четвертьфинал турнира в Риме, взяв реванш за поражение в полуфинале в Майами у № 6 в мире Йоханны Конта. На Роланд Гарросе она проиграла в четвёртом круге Тимее Бачински.
Через месяц на Уимблдоне 2017 года она дошла до второго финала Большого шлема в сезоне. В полуфинале Винус вновь добилась победы над Йоханной Конта (6:4, 6-2), а в своём девятом в карьере финале Уимблдона проиграла Гарбинье Мугурусе со счётом 5:7, 0:6. После турнира Уильямс вновь вошла в первую десятку рейтинга, заняв 9-е место. На Открытом чемпионате США она оказалась в шаге от третьего в сезоне финала на Большом шлеме. Дойдя до полуфинала Винус проиграла Слоан Стивенс, однако после турнира поднялась в топ-5 мирового рейтинга. В концовке сезона она сыграла на Итоговом турнире WTA, где вышла в финал, обыграв в группе Елену Остапенко (№ 7) и Гарбинью Мугурусу (№ 2), а в полуфинале Каролину Гарсию (№ 8). В решающем матче она проиграла Каролине Возняцки (№ 6). По итогам сезона 37-летняя теннисистка сохранила пятую строчку в мировом рейтинге и заработала больше всех призовых среди женщин в 2017 году.
В 2018 году Винус не смогла повторить тем результатов, достигнутый в прошлом сезоне. На Открытом чемпионате Австралии она проиграла в первом же круге Белинде Бенчич со счётом 3:6, 5:7. В марте она неплохо сыграла на связке крупных турниров в США. В Индиан-Уэлсе Винус дошла до полуфинала, в котором проиграла россиянке Дарье Касаткиной, а в Майами доиграла до четвертьфинала, где уступила Даниэль Коллинз. Ролан Гаррос завершился уже в первом раунде, а на Уимблдоне её результатом стал выход в третий раунд и после этого Уильямс потеряла место в первой десятке рейтинга. В третьем раунде Открытого чемпионата США встретилась с сестрой Сереной и проиграла, взяв всего три гейма в двух сетах. Осенью она уже не играла на соревнованиях и завершила год в статусе 40-й ракетки мира.
Не выступая с сентября 2018 года Винус стартовала в новом сезоне с выхода в четвертьфинал турнира в Окленде, проиграв там Бьянке Андрееску. На Открытом чемпионате Австралии она прошла в третий раунд, проиграв здесь Симоне Халеп. В марте во втором раунде турнира высшей категории в Индиан-Уэлсе Винус переиграла третью ракетку мира Петру Квитову (4:6, 7:5, 6:4) и в целом дошла до 1/4 финала, где проиграла Анжелике Кербер (6:7, 3:6). 26 марта Винус покинула турнир в Майами, уступив в четвёртом раунде Симоне Халеп (3:6, 3:6). Пропустив больше месяца она вернулась на корт в середине мая на турнире в Риме, где в третьем раунде пропустила вперёд британку Йоханну Конту (2:6, 4:6). На Открытом чемпионате Франции Винус проиграла в первом же раунде украинке Элине Свитолиной со счётом 3:6, 3:6.
В июне 2019 года на траве в Бирмингеме Винус дошла до 1/4 финала, в котором проиграла Эшли Барти — 4:6, 3:6. В начале июля на Уимблдоне она выбыла в первом же круге, проиграв самой молодой участнице соревнований — Кори Гауфф. В августе Уильямс неплохо сыграла в Цинциннати, где во втором раунде обыграла пятую ракетку мира Кики Бертенс и прошла в четвертьфинал. На Открытом чемпионате США она проиграла во втором раунде Элине Свитолиной в двух сетах. Сезон она закончила на 34-м месте женского рейтинга.

### 2020—2022 (выступления после 40 лет)
В июне 2020 года Винус исполнилось 40 лет и она все ещё продолжала спортивную карьеру. Однако за неполный сезон была одержана всего одна победа в одиночном разряде при восьми поражениях. При этом она проиграла в первом круге во всех трёх турнирах Большого шлема этого сезона. В 2021 году она также играла неубедительно. На Открытом чемпионате Австралии смогла выйти во второй раунд, на Ролан Гаррос выбыла в первом и на Уимблдоне доиграла, как и в Мельбурне, до второго. После Уимблдона Уильямс сыграла лишь один матч и досрочно завершила сезон, опустившись в рейтинге в четвёртую сотню.
Пропустив почти год, Винус вернулась в августе 2022 года на хардовый отрезок в США. Она сыграла четыре турнира, в том числе и Открытый чемпионат США, и проиграла на них в первом же раунде.

## Итоговое место в рейтинге WTA по годам
| Год  | Одиночный рейтинг | Парный рейтинг |
| 2023 | 407               |                |
| 2022 | 1 010             | 1 327          |
| 2021 | 313               | 1 384          |
| 2020 | 78                |                |
| 2019 | 53                |                |
| 2018 | 40                | 201            |
| 2017 | 5                 |                |
| 2016 | 17                | 31             |
| 2015 | 7                 |                |
| 2014 | 19                | 133            |
| 2013 | 49                | 63             |
| 2012 | 24                | 31             |
| 2011 | 103               |                |
| 2010 | 5                 | 11             |
| 2009 | 6                 | 3              |
| 2008 | 6                 | 23             |
| 2007 | 8                 |                |
| 2006 | 48                |                |
| 2005 | 10                |                |
| 2004 | 9                 |                |
| 2003 | 11                |                |
| 2002 | 2                 |                |
| 2001 | 3                 | 54             |
| 2000 | 3                 |                |
| 1999 | 3                 | 10             |
| 1998 | 5                 | 36             |
| 1997 | 22                | 121            |
| 1996 | 216               |                |
| 1995 | 224               |                |

## Выступления на турнирах

### Финалы турниров Большого шлема в одиночном разряде (16)

#### Победы (7)
| №  | Год  | Турнир                     | Покрытие | Соперница в финале | Счёт           |
| 1. | 2000 | Уимблдонский турнир        | Трава    | Линдсей Дэвенпорт  | 6-3 7-6(3)     |
| 2. | 2000 | Открытый чемпионат США     | Хард     | Линдсей Дэвенпорт  | 6-4 7-5        |
| 3. | 2001 | Уимблдонский турнир (2)    | Трава    | Жюстин Энен        | 6-1 3-6 6-0    |
| 4. | 2001 | Открытый чемпионат США (2) | Хард     | Серена Уильямс     | 6-2 6-4        |
| 5. | 2005 | Уимблдонский турнир (3)    | Трава    | Линдсей Дэвенпорт  | 4-6 7-6(4) 9-7 |
| 6. | 2007 | Уимблдонский турнир (4)    | Трава    | Марион Бартоли     | 6-4 6-1        |
| 7. | 2008 | Уимблдонский турнир (5)    | Трава    | Серена Уильямс     | 7-5 6-4        |

#### Поражения (9)
| №  | Год  | Турнир                           | Покрытие | Соперница в финале | Счёт           |
| 1. | 1997 | Открытый чемпионат США           | Хард     | Мартина Хингис     | 0-6 4-6        |
| 2. | 2002 | Открытый чемпионат Франции       | Грунт    | Серена Уильямс     | 5-7 3-6        |
| 3. | 2002 | Уимблдонский турнир              | Трава    | Серена Уильямс     | 6-7(4) 3-6     |
| 4. | 2002 | Открытый чемпионат США (2)       | Хард     | Серена Уильямс     | 4-6 3-6        |
| 5. | 2003 | Открытый чемпионат Австралии     | Хард     | Серена Уильямс     | 6-7(4) 6-3 4-6 |
| 6. | 2003 | Уимблдонский турнир (2)          | Трава    | Серена Уильямс     | 6-4 4-6 2-6    |
| 7. | 2009 | Уимблдонский турнир (3)          | Трава    | Серена Уильямс     | 6-7(3) 2-6     |
| 8. | 2017 | Открытый чемпионат Австралии (2) | Хард     | Серена Уильямс     | 4-6 4-6        |
| 9. | 2017 | Уимблдонский турнир (4)          | Трава    | Гарбинье Мугуруса  | 5-7 0-6        |

### Финалы Олимпийских турниров в одиночном разряде (1)

#### Победы (1)
| №  | Год  | Турнир            | Покрытие | Соперница в финале | Счет    |
| 1. | 2000 | Сидней, Австралия | Хард     | Елена Дементьева   | 6-2 6-4 |

### Финалы Итоговых турнировWTAв одиночном разряде (3)

#### Победы (1)
| №  | Год  | Турнир      | Покрытие | Соперница в финале | Счёт           |
| 1. | 2008 | Доха, Катар | Хард     | Вера Звонарева     | 6-7(5) 6-0 6-2 |

#### Поражения (2)
| №  | Год  | Турнир      | Покрытие | Соперница в финале | Счёт       |
| 1. | 2009 | Доха, Катар | Хард     | Серена Уильямс     | 2-6 6-7(4) |
| 2. | 2017 | Сингапур    | Хард     | Каролина Возняцки  | 4-6 4-6    |

### Финалы турнировWTAв одиночном разряде (83)

#### Победы (49)
| Легенда: До 2009 года            | Легенда: С 2009 года    |
| -------------------------------- | ----------------------- |
| Турниры Большого шлема (7+14+2)* |                         |
| Олимпиада (1+3)                  |                         |
| Итоговый турнир WTA (1)          |                         |
| Трофей элиты WTA (1)             |                         |
| Кубок Большого шлема (1)         |                         |
| 1-я категория (6+1)              | Premier Mandatory (0+1) |
| 2-я категория (17+1)             | Premier 5 (3)           |
| 3-я категория (5+1)              | Premier (1+1)           |
| 4-я категория (1)                | International (5)       |
| 5-я категория (0)                | International (5)       |

| Титулы по покрытиям | Титулы по месту проведения матчей турнира |
| ------------------- | ----------------------------------------- |
| Хард (31+10+1)*     | Зал (10+3)                                |
| Грунт (9+3+1)       | Зал (10+3)                                |
| Трава (5+7)         | Открытый воздух (39+19+2)                 |
| Ковёр (4+2)         | Открытый воздух (39+19+2)                 |

* количество побед в одиночном разряде + количество побед в парном разряде + количество побед в миксте.
| №   | Дата             | Турнир                     | Покрытие    | Соперник в финале  | Счёт            |
| 1.  | 1 марта 1998     | Оклахома-сити, США         | Хард (зал)  | Йоаннетта Крюгер   | 6-3 6-2         |
| 2.  | 28 марта 1998    | Майами, США                | Хард        | Анна Курникова     | 2-6 6-4 6-1     |
| 3.  | 4 октября 1998   | Кубок Большого шлема       | Хард (зал)  | Патти Шнидер       | 6-2 3-6 6-2     |
| 4.  | 28 февраля 1999  | Оклахома-сити, США (2)     | Хард (зал)  | Аманда Кётцер      | 6-4 6-0         |
| 5.  | 28 марта 1999    | Майами, США (2)            | Хард        | Серена Уильямс     | 6-1 4-6 6-4     |
| 6.  | 2 мая 1999       | Гамбург, Германия          | Грунт       | Мэри Пирс          | 6-0 6-3         |
| 7.  | 9 мая 1999       | Рим, Италия                | Грунт       | Мэри Пирс          | 6-4 6-2         |
| 8.  | 28 августа 1999  | Нью-Хейвен, США            | Хард        | Линдсей Дэвенпорт  | 6-2 7-5         |
| 9.  | 17 октября 1999  | Цюрих, Швейцария           | Хард (зал)  | Мартина Хингис     | 6-3 6-4         |
| 10. | 9 июля 2000      | Уимблдонский турнир        | Трава       | Линдсей Дэвенпорт  | 6-3 7-6(3)      |
| 11. | 30 июля 2000     | Станфорд, США              | Хард        | Линдсей Дэвенпорт  | 6-1 6-4         |
| 12. | 6 августа 2000   | Сан-Диего, США             | Хард        | Моника Селеш       | 6-0 6-7(3) 6-3  |
| 13. | 26 августа 2000  | Нью-Хейвен, США (2)        | Хард        | Моника Селеш       | 6-2 6-4         |
| 14. | 10 сентября 2000 | Открытый чемпионат США     | Хард        | Линдсей Дэвенпорт  | 6-4 7-5         |
| 15. | 1 октября 2000   | Олимпиада, Сидней          | Хард        | Елена Дементьева   | 6-2 6-4         |
| 16. | 1 апреля 2001    | Майами, США (3)            | Хард        | Дженнифер Каприати | 4-6 6-1 7-6(4)  |
| 17. | 6 мая 2001       | Гамбург, Германия (2)      | Грунт       | Меган Шонесси      | 6-3 6-0         |
| 18. | 8 июля 2001      | Уимблдонский турнир (2)    | Трава       | Жюстин Энен        | 6-1 3-6 6-0     |
| 19. | 5 августа 2001   | Сан-Диего, США (2)         | Хард        | Моника Селеш       | 6-2 6-3         |
| 20. | 25 августа 2001  | Нью-Хейвен, США (3)        | Хард        | Линдсей Дэвенпорт  | 7-6(6) 6-4      |
| 21. | 9 сентября 2001  | Открытый чемпионат США (2) | Хард        | Серена Уильямс     | 6-2 6-4         |
| 22. | 5 января 2002    | Голд-Кост, Австралия       | Хард        | Жюстин Энен        | 7-5 6-2         |
| 23. | 10 февраля 2002  | Париж, Франция             | Ковёр (зал) | Елена Докич        | Без игры        |
| 24. | 17 февраля 2002  | Антверпен, Бельгия         | Ковёр (зал) | Жюстин Энен        | 6-3 5-7 6-3     |
| 25. | 14 апреля 2002   | Амелия-Айленд, США         | Грунт       | Жюстин Энен        | 2-6 7-5 7-6(5)  |
| 26. | 28 июля 2002     | Станфорд, США (2)          | Хард        | Ким Клейстерс      | 6-3 6-3         |
| 27. | 4 августа 2002   | Сан-Диего, США (3)         | Хард        | Елена Докич        | 6-2 6-2         |
| 28. | 24 августа 2002  | Нью-Хейвен, США (4)        | Хард        | Линдсей Дэвенпорт  | 7-5 6-0         |
| 29. | 16 февраля 2003  | Антверпен, Бельгия (2)     | Ковёр (зал) | Ким Клейстерс      | 6-2 6-4         |
| 30. | 18 апреля 2004   | Чарльстон, США             | Грунт       | Кончита Мартинес   | 2-6 6-2 6-1     |
| 31. | 2 мая 2004       | Варшава, Польша            | Грунт       | Светлана Кузнецова | 6-1 6-4         |
| 32. | 21 мая 2005      | Стамбул, Турция            | Грунт       | Николь Вайдишова   | 6-3 6-2         |
| 33. | 2 июля 2005      | Уимблдонский турнир (3)    | Трава       | Линдсей Дэвенпорт  | 4-6 7-6(4) 9-7  |
| 34. | 24 февраля 2007  | Мемфис, США                | Ковёр (зал) | Шахар Пеер         | 6-1 6-1         |
| 35. | 7 июля 2007      | Уимблдонский турнир (4)    | Трава       | Марион Бартоли     | 6-4 6-1         |
| 36. | 30 сентября 2007 | Сеул, Корея                | Хард        | Мария Кириленко    | 6-3 1-6 6-4     |
| 37. | 5 июля 2008      | Уимблдонский турнир (5)    | Трава       | Серена Уильямс     | 7-5 6-4         |
| 38. | 19 октября 2008  | Цюрих, Швейцария           | Хард (зал)  | Флавия Пеннетта    | 7-6(1) 6-2      |
| 39. | 9 ноября 2008    | Финал тура WTA             | Хард        | Вера Звонарева     | 6-7(5) 6-0 6-2  |
| 40. | 21 февраля 2009  | Дубай, ОАЭ                 | Хард        | Виржини Раззано    | 6-4 6-2         |
| 41. | 28 февраля 2009  | Акапулько, Мексика         | Грунт       | Флавия Пеннетта    | 6-1 6-2         |
| 42. | 20 февраля 2010  | Дубай, ОАЭ (2)             | Хард        | Виктория Азаренко  | 6-3 7-5         |
| 43. | 27 февраля 2010  | Акапулько, Мексика (2)     | Грунт       | Полона Херцог      | 2-6 6-2 6-3     |
| 44. | 21 октября 2012  | Люксембург                 | Хард (зал)  | Моника Никулеску   | 6-2 6-3         |
| 45. | 22 февраля 2014  | Дубай, ОАЭ (3)             | Хард        | Ализе Корне        | 6-3 6-0         |
| 46. | 10 января 2015   | Окленд, Новая Зеландия     | Хард        | Каролина Возняцки  | 2-6 6-3 6-3     |
| 47. | 3 октября 2015   | Ухань, Китай               | Хард        | Гарбинье Мугуруса  | 6-3 3-0 — отказ |
| 48. | 8 ноября 2015    | Трофей элиты WTA           | Хард        | Каролина Плишкова  | 7-5 7-6(6)      |
| 49. | 14 февраля 2016  | Гаосюн, Тайвань            | Хард        | Мисаки Дои         | 6-4 6-2         |

#### Поражения (34)
| №   | Дата             | Турнир                           | Покрытие    | Соперница в финале    | Счёт                   |
| 1.  | 7 сентября 1997  | Открытый чемпионат США           | Хард        | Мартина Хингис        | 0-6 4-6                |
| 2.  | 17 января 1998   | Сидней, Австралия                | Хард        | Аранча Санчес Викарио | 1-6 3-6                |
| 3.  | 10 мая 1998      | Рим, Италия                      | Грунт       | Мартина Хингис        | 3-6 6-2 3-6            |
| 4.  | 2 августа 1998   | Станфорд, США                    | Хард        | Линдсей Дэвенпорт     | 4-6 7-5 4-6            |
| 5.  | 18 октября 1998  | Цюрих, Швейцария                 | Ковёр (зал) | Линдсей Дэвенпорт     | 5-7 3-6                |
| 6.  | 21 февраля 1999  | Ганновер, Германия               | Ковёр (зал) | Яна Новотна           | 4-6 4-6                |
| 7.  | 1 августа 1999   | Станфорд, США (2)                | Хард        | Линдсей Дэвенпорт     | 6-7(1) 2-6             |
| 8.  | 8 августа 1999   | Сан-Диего, США                   | Хард        | Мартина Хингис        | 4-6 0-6                |
| 9.  | 4 октября 1999   | Кубок Большого шлема             | Хард (зал)  | Серена Уильямс        | 1-6 6-3 3-6            |
| 10. | 22 октября 2000  | Линц, Австрия                    | Ковёр (зал) | Линдсей Дэвенпорт     | 4-6 6-3 2-6            |
| 11. | 5 мая 2002       | Гамбург, Германия                | Грунт       | Ким Клейстерс         | 6-1 3-6 4-6            |
| 12. | 9 июня 2002      | Открытый чемпионат Франции       | Грунт       | Серена Уильямс        | 5-7 3-6                |
| 13. | 7 июля 2002      | Уимблдонский турнир              | Трава       | Серена Уильямс        | 6-7(4) 3-6             |
| 14. | 8 сентября 2002  | Открытый чемпионат США (2)       | Хард        | Серена Уильямс        | 4-6 3-6                |
| 15. | 26 января 2003   | Открытый чемпионат Австралии     | Хард        | Серена Уильямс        | 6-7(4) 6-3 4-6         |
| 16. | 4 мая 2003       | Варшава, Польша                  | Грунт       | Амели Моресмо         | 7-6(6) 0-6 0-3 — отказ |
| 17. | 6 июля 2003      | Уимблдонский турнир (2)          | Трава       | Серена Уильямс        | 6-4 4-6 2-6            |
| 18. | 9 мая 2004       | Берлин, Германия                 | Грунт       | Амели Моресмо         | Без игры               |
| 19. | 18 июля 2004     | Станфорд, США (3)                | Хард        | Линдсей Дэвенпорт     | 6-7(4) 7-5 6-7(4)      |
| 20. | 20 февраля 2005  | Антверпен, Бельгия               | Ковёр (зал) | Амели Моресмо         | 6-4 5-7 4-6            |
| 21. | 31 июля 2005     | Станфорд, США (4)                | Хард        | Ким Клейстерс         | 5-7 2-6                |
| 22. | 7 октября 2007   | Токио, Япония                    | Хард        | Виржини Раззано       | 6-4 6-7(7) 4-6         |
| 23. | 4 июля 2009      | Уимблдонский турнир (3)          | Трава       | Серена Уильямс        | 6-7(3) 2-6             |
| 24. | 2 августа 2009   | Станфорд, США (5)                | Хард        | Марион Бартоли        | 2-6 7-5 4-6            |
| 25. | 1 ноября 2009    | Финал тура WTA                   | Хард        | Серена Уильямс        | 2-6 6-7(4)             |
| 26. | 3 апреля 2010    | Майами, США                      | Хард        | Винус Уильямс         | 2-6 1-6                |
| 27. | 16 мая 2010      | Мадрид, Испания                  | Грунт       | Араван Резаи          | 2-6 5-7                |
| 28. | 4 января 2014    | Окленд, Новая Зеландия           | Хард        | Ана Иванович          | 2-6 7-5 4-6            |
| 29. | 10 августа 2014  | Монреаль, Канада                 | Хард        | Агнешка Радваньская   | 4-6 2-6                |
| 30. | 14 сентября 2014 | Квебек, Канада                   | Ковёр (зал) | Мирьяна Лучич-Барони  | 4-6 3-6                |
| 31. | 24 июля 2016     | Станфорд, США (6)                | Хард        | Йоханна Конта         | 5-7 7-5 2-6            |
| 32. | 28 января 2017   | Открытый чемпионат Австралии (2) | Хард        | Серена Уильямс        | 4-6 4-6                |
| 33. | 15 июля 2017     | Уимблдонский турнир (4)          | Трава       | Гарбинье Мугуруса     | 5-7 0-6                |
| 34. | 29 октября 2017  | Финал тура WTA (2)               | Хард (зал)  | Каролина Возняцки     | 4-6 4-6                |

### Финалы турниров Большого шлема в парном разряде (14)

#### Победы (14)
| №   | Дата | Турнир                           | Покрытие | Партнёр        | Соперницы в финале                   | Счёт           |
| 1.  | 1999 | Открытый чемпионат Франции       | Грунт    | Серена Уильямс | Анна Курникова Мартина Хингис        | 6-3 6-7(2) 8-6 |
| 2.  | 1999 | Открытый чемпионат США           | Хард     | Серена Уильямс | Чанда Рубин Сандрин Тестю            | 4-6 6-1 6-4    |
| 3.  | 2000 | Уимблдонский турнир              | Трава    | Серена Уильямс | Жюли Алар-Декужи Ай Сугияма          | 6-3 6-2        |
| 4.  | 2001 | Открытый чемпионат Австралии     | Хард     | Серена Уильямс | Линдсей Дэвенпорт Корина Морариу     | 6-2 4-6 6-4    |
| 5.  | 2002 | Уимблдонский турнир (2)          | Трава    | Серена Уильямс | Вирхиния Руано Паскуаль Паула Суарес | 6-2 7-5        |
| 6.  | 2003 | Открытый чемпионат Австралии (2) | Хард     | Серена Уильямс | Вирхиния Руано Паскуаль Паула Суарес | 4-6 6-4 6-3    |
| 7.  | 2008 | Уимблдонский турнир (3)          | Трава    | Серена Уильямс | Лиза Реймонд Саманта Стосур          | 6-2 6-2        |
| 8.  | 2009 | Открытый чемпионат Австралии (3) | Хард     | Серена Уильямс | Даниэла Гантухова Ай Сугияма         | 6-3 6-3        |
| 9.  | 2009 | Уимблдонский турнир (4)          | Трава    | Серена Уильямс | Ренне Стаббс Саманта Стосур          | 7-6(4) 6-4     |
| 10. | 2009 | Открытый чемпионат США (2)       | Хард     | Серена Уильямс | Кара Блэк Лизель Хубер               | 6-2 6-2        |
| 11. | 2010 | Открытый чемпионат Австралии (4) | Хард     | Серена Уильямс | Кара Блэк Лизель Хубер               | 6-4 6-3        |
| 12. | 2010 | Открытый чемпионат Франции (2)   | Грунт    | Серена Уильямс | Квета Пешке Катарина Среботник       | 6-2 6-3        |
| 13. | 2012 | Уимблдонский турнир (5)          | Трава    | Серена Уильямс | Андреа Главачкова Луция Градецкая    | 7-5 6-4        |
| 14. | 2016 | Уимблдонский турнир (6)          | Трава    | Серена Уильямс | Тимея Бабош Ярослава Шведова         | 6-3 6-4        |

### Финалы Олимпийских турниров в парном разряде (3)

#### Победы (3)
| №  | Год  | Турнир                 | Покрытие | Соперница в финале | Счет                                            |         |
| 1. | 2000 | Сидней, Австралия      | Хард     | Серена Уильямс     | Кристи Богерт Мириам Ореманс                    | 6-1 6-1 |
| 2. | 2008 | Пекин, Китай           | Хард     | Серена Уильямс     | Анабель Медина Гарригес Вирхиния Руано Паскуаль | 6-2 6-0 |
| 3. | 2012 | Лондон, Великобритания | Хард     | Серена Уильямс     | Андреа Главачкова Луция Градецкая               | 6-4 6-4 |

### Финалы турнировWTAв парном разряде (23)

#### Победы (22)
| №   | Дата             | Турнир                           | Покрытие    | Партнёр        | Соперницы в финале                              | Счёт           |
| 1.  | 1 марта 1998     | Оклахома-сити, США               | Хард (зал)  | Серена Уильямс | Кэтэлина Кристя Кристин Кунс                    | 7-5 6-2        |
| 2.  | 18 октября 1998  | Цюрих, Швейцария                 | Ковёр (зал) | Серена Уильямс | Мариан де Свардт Елена Татаркова                | 5-7 6-1 6-3    |
| 3.  | 21 февраля 1999  | Ганновер, Германия               | Ковёр (зал) | Серена Уильямс | Натали Тозья Александра Фусаи                   | 5-7 6-2 6-2    |
| 4.  | 6 июня 1999      | Открытый чемпионат Франции       | Грунт       | Серена Уильямс | Анна Курникова Мартина Хингис                   | 6-3 6-7(2) 8-6 |
| 5.  | 12 сентября 1999 | Открытый чемпионат США           | Хард        | Серена Уильямс | Чанда Рубин Сандрин Тестю                       | 4-6 6-1 6-4    |
| 6.  | 9 июля 2000      | Уимблдонский турнир              | Трава       | Серена Уильямс | Жюли Алар-Декужи Ай Сугияма                     | 6-3 6-2        |
| 7.  | 1 октября 2000   | Олимпиада, Сидней                | Хард        | Серена Уильямс | Кристи Богерт Мириам Ореманс                    | 6-1 6-1        |
| 8.  | 28 января 2001   | Открытый чемпионат Австралии     | Хард        | Серена Уильямс | Линдсей Дэвенпорт Корина Морариу                | 6-2 4-6 6-4    |
| 9.  | 7 июля 2002      | Уимблдонский турнир (2)          | Трава       | Серена Уильямс | Вирхиния Руано Паскуаль Паула Суарес            | 6-2 7-5        |
| 10. | 26 января 2003   | Открытый чемпионат Австралии (2) | Хард        | Серена Уильямс | Вирхиния Руано Паскуаль Паула Суарес            | 4-6 6-4 6-3    |
| 11. | 5 июля 2008      | Уимблдонский турнир (3)          | Трава       | Серена Уильямс | Лиза Реймонд Саманта Стосур                     | 6-2 6-2        |
| 12. | 17 августа 2008  | Олимпиада, Пекин (2)             | Хард        | Серена Уильямс | Анабель Медина Гарригес Вирхиния Руано Паскуаль | 6-2 6-0        |
| 13. | 31 января 2009   | Открытый чемпионат Австралии (3) | Хард        | Серена Уильямс | Даниэла Гантухова Ай Сугияма                    | 6-3 6-3        |
| 14. | 4 июля 2009      | Уимблдонский турнир (4)          | Трава       | Серена Уильямс | Ренне Стаббс Саманта Стосур                     | 7-6(4) 6-4     |
| 15. | 2 августа 2009   | Станфорд, США                    | Хард        | Серена Уильямс | Моника Никулеску Чжань Юнжань                   | 6-4 6-1        |
| 16. | 13 сентября 2009 | Открытый чемпионат США (2)       | Хард        | Серена Уильямс | Кара Блэк Лизель Хубер                          | 6-2 6-2        |
| 17. | 29 января 2010   | Открытый чемпионат Австралии (4) | Хард        | Серена Уильямс | Кара Блэк Лизель Хубер                          | 6-4 6-3        |
| 18. | 16 мая 2010      | Мадрид, Испания                  | Грунт       | Серена Уильямс | Хисела Дулко Флавия Пеннетта                    | 6-2 7-5        |
| 19. | 4 июня 2010      | Открытый чемпионат Франции (2)   | Грунт       | Серена Уильямс | Квета Пешке Катарина Среботник                  | 6-2 6-3        |
| 20. | 7 июля 2012      | Уимблдонский турнир (5)          | Трава       | Серена Уильямс | Андреа Главачкова Луция Градецкая               | 7-5 6-4        |
| 21. | 5 августа 2012   | Олимпиада, Лондон (3)            | Трава       | Серена Уильямс | Андреа Главачкова Луция Градецкая               | 6-4 6-4        |
| 22. | 9 июля 2016      | Уимблдонский турнир (6)          | Трава       | Серена Уильямс | Тимея Бабош Ярослава Шведова                    | 6-3 6-4        |

#### Поражения (1)
| №  | Дата           | Турнир         | Покрытие | Партнёр        | Соперницы в финале               | Счёт    |
| 1. | 8 августа 1999 | Сан-Диего, США | Хард     | Серена Уильямс | Линдсей Дэвенпорт Корина Морариу | 4-6 1-6 |

### Финалы турниров Большого шлема в смешанном разряде (3)

#### Победы (2)
| №  | Год  | Турнир                       | Покрытие | Партнёр           | Соперники в финале       | Счёт    |
| 1. | 1998 | Открытый чемпионат Австралии | Хард     | Джастин Гимелстоб | Цирил Сук Хелена Сукова  | 6-2 6-1 |
| 2. | 1998 | Открытый чемпионат Франции   | Грунт    | Джастин Гимелстоб | Луис Лобо Серена Уильямс | 6-4 6-4 |

#### Поражения (1)
| №  | Год  | Турнир              | Покрытие | Партнёр    | Соперники в финале      | Счёт    |
| 1. | 2006 | Уимблдонский турнир | Трава    | Боб Брайан | Энди Рам Вера Звонарева | 3-6 2-6 |

### Финалы Олимпийских турниров в смешанном парном разряде (1)

#### Поражения (1)
| №  | Год  | Турнир                   | Покрытие | Партнёр    | Соперники в финале           | Счёт              |
| 1. | 2016 | Рио-де-Жанейро, Бразилия | Хард     | Раджив Рам | Джек Сок Бетани Маттек-Сандс | 7-6(3) 1-6 [7-10] |

## История выступлений на турнирах
По состоянию на 9 октября 2023 года
Для того, чтобы предотвратить неразбериху и удваивание счета, информация в этой таблице корректируется только по окончании турнира или по окончании участия там данного игрока.
| Турнир                              | 1997          | 1998          | 1999          | 2000  | 2001          | 2002          | 2003          | 2004  | 2005          | 2006          | 2007          | 2008  | 2009          | 2010          | 2011          | 2012  | 2013          | 2014          | 2015          | 2016  | 2017          | 2018          | 2019          | 2020          | 2021  | 2022  | 2023  | Итог   | В/П за карьеру |
| ----------------------------------- | ------------- | ------------- | ------------- | ----- | ------------- | ------------- | ------------- | ----- | ------------- | ------------- | ------------- | ----- | ------------- | ------------- | ------------- | ----- | ------------- | ------------- | ------------- | ----- | ------------- | ------------- | ------------- | ------------- | ----- | ----- | ----- | ------ | -------------- |
| Турниры Большого шлема              |               |               |               |       |               |               |               |       |               |               |               |       |               |               |               |       |               |               |               |       |               |               |               |               |       |       |       |        |                |
| Открытый чемпионат Австралии        | -             | 1/4           | 1/4           | -     | 1/2           | 1/4           | Ф             | 3Р    | 4Р            | 1Р            | -             | 1/4   | 2Р            | 1/4           | 3Р            | -     | 3Р            | 1Р            | 1/4           | 1Р    | Ф             | 1Р            | 3Р            | 1Р            | 2Р    | -     | -     | 0 / 21 | 54-21          |
| Открытый чемпионат Франции          | 2Р            | 1/4           | 4Р            | 1/4   | 1Р            | Ф             | 4Р            | 1/4   | 3Р            | 1/4           | 3Р            | 3Р    | 3Р            | 4Р            | -             | 2Р    | 1Р            | 2Р            | 1Р            | 4Р    | 4Р            | 1Р            | 1Р            | 1Р            | 1Р    | -     | -     | 0 / 24 | 48-24          |
| Уимблдонский турнир                 | 1Р            | 1/4           | 1/4           | П     | П             | Ф             | Ф             | 2Р    | П             | 3Р            | П             | П     | Ф             | 1/4           | 4Р            | 1Р    | -             | 3Р            | 4Р            | 1/2   | Ф             | 3Р            | 1Р            | НП            | 2Р    | -     | 1Р    | 5 / 24 | 90-19          |
| Открытый чемпионат США              | Ф             | 1/2           | 1/2           | П     | П             | Ф             | -             | 4Р    | 1/4           | -             | 1/2           | 1/4   | 4Р            | 1/2           | 2Р            | 2Р    | 2Р            | 3Р            | 1/4           | 4Р    | 1/2           | 3Р            | 2Р            | 1Р            | -     | 1Р    | 1Р    | 2 / 24 | 79-21          |
| Итог                                | 0 / 3         | 0 / 4         | 0 / 4         | 2 / 3 | 2 / 4         | 0 / 4         | 0 / 3         | 0 / 4 | 1 / 4         | 0 / 3         | 1 / 3         | 1 / 4 | 0 / 4         | 0 / 4         | 0 / 3         | 0 / 3 | 0 / 3         | 0 / 4         | 0 / 4         | 0 / 4 | 0 / 4         | 0 / 4         | 0 / 4         | 0 / 3         | 0 / 3 | 0 / 1 | 0 / 2 | 7 / 93 |                |
| В/П в сезоне                        | 7-3           | 17-4          | 15-4          | 18-1  | 19-2          | 22-4          | 15-3          | 10-4  | 16-3          | 6-3           | 14-2          | 17-3  | 12-4          | 16-4          | 6-2           | 2-3   | 3-3           | 5-4           | 11-4          | 11-4  | 20-4          | 4-4           | 3-4           | 0-3           | 2-3   | 0-1   | 0-2   |        | 271-85         |
| Олимпийские игры и Итоговые турниры |               |               |               |       |               |               |               |       |               |               |               |       |               |               |               |       |               |               |               |       |               |               |               |               |       |       |       |        |                |
| Летняя олимпиада                    | Не проводился | Не проводился | Не проводился | П     | Не проводился | Не проводился | Не проводился | 3Р    | Не проводился | Не проводился | Не проводился | 1/4   | Не проводился | Не проводился | Не проводился | 3Р    | Не проводился | Не проводился | Не проводился | 1Р    | Не проводился | Не проводился | Не проводился | Не проводился | -     | НП    | НП    | 1 / 5  | 13-4           |
| Итоговый турнир WTA                 | -             | -             | 1/2           | -     | -             | 1/2           | -             | -     | -             | -             | -             | П     | Ф             | -             | -             | -     | -             | -             | -             | -     | Ф             | -             | -             | НП            | -     | -     |       | 1 / 5  | 14-7           |